# Clásica de San Sebastián 2021
40. ročník jednodenního cyklistického závodu Clásica de San Sebastián se konal 31. července 2021 ve Španělsku. Závod dlouhý 223,5 km vyhrál Američan Neilson Powless z týmu EF Education–Nippo. Na druhém a třetím místě se umístili Slovinec Matej Mohorič (Team Bahrain Victorious) a Dán Mikkel Frølich Honoré (Deceuninck–Quick-Step).

## Týmy
Závodu se zúčastnilo celkem 25 týmů. Všech 19 UCI WorldTeamů bylo pozváno automaticky a muselo se zúčastnit závodu. Společně s šesti UCI ProTeamy tak utvořili startovní peloton složený z 25 týmů. Každý tým přijel se sedmi jezdci, celkem se na start postavilo 175 jezdců. Do cíle dojelo 100 jezdců.

### UCI WorldTeamy
- AG2R Citroën Team
- Astana–Premier Tech
- Bora–Hansgrohe
- Cofidis
- Deceuninck–Quick-Step
- EF Education–Nippo
- Groupama–FDJ
- Ineos Grenadiers
- Intermarché–Wanty–Gobert Matériaux
- Israel Start-Up Nation
- Lotto–Soudal
- Movistar Team
- Team Bahrain Victorious
- Team BikeExchange
- Team DSM
- Team Jumbo–Visma
- Team Qhubeka NextHash
- Trek–Segafredo
- UAE Team Emirates

### UCI ProTeamy
- Arkéa–Samsic
- Burgos BH
- Caja Rural–Seguros RGA
- Equipo Kern Pharma
- Euskaltel–Euskadi
- Team TotalEnergies

## Výsledky
| Pořadí | Jezdec                      | Tým                                | Čas        |
| ------ | --------------------------- | ---------------------------------- | ---------- |
| 1      | Neilson Powless (USA)       | EF Education–Nippo                 | 5h 34' 31" |
| 2      | Matej Mohorič (SLO)         | Team Bahrain Victorious            | + 0"       |
| 3      | Mikkel Frølich Honoré (DEN) | Deceuninck–Quick-Step              | + 0"       |
| 4      | Lorenzo Rota (ITA)          | Intermarché–Wanty–Gobert Matériaux | + 30"      |
| 5      | Alessandro Covi (ITA)       | UAE Team Emirates                  | + 1' 04"   |
| 6      | Julian Alaphilippe (FRA)    | Deceuninck–Quick-Step              | + 1' 04"   |
| 7      | Odd Christian Eiking (NOR)  | Intermarché–Wanty–Gobert Matériaux | + 1' 04"   |
| 8      | Jonas Vingegaard (DEN)      | Team Jumbo–Visma                   | + 1' 04"   |
| 9      | Gianni Moscon (ITA)         | Ineos Grenadiers                   | + 1' 04"   |
| 10     | Bauke Mollema (NED)         | Trek–Segafredo                     | + 1' 04"   |